# Georges Clemenceau

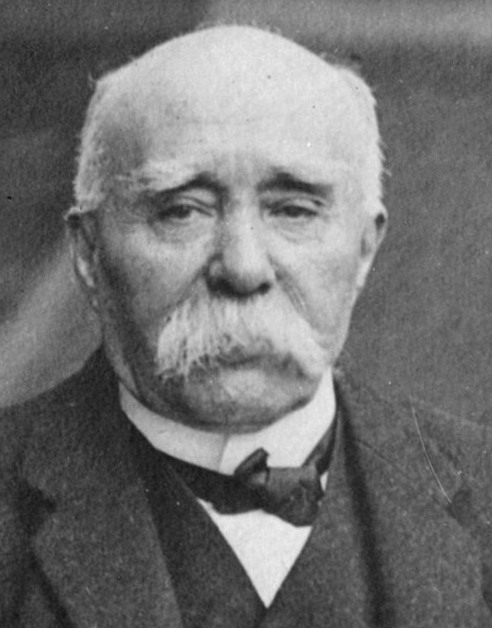
Georges Clemenceau

Georges Benjamin Clemenceau [ʒɔʀʒ bɛ̃ʒaˈmɛ̃ klemɑ̃ˈso] (* 28. September 1841 in Mouilleron-en-Pareds, Département Vendée; † 24. November 1929 in Paris) war ein französischer Journalist, Politiker und Staatsmann der Dritten Republik. Als einer der führenden Vertreter des linksbürgerlichen Parti radical war er von 1906 bis 1909 und noch einmal von 1917 bis 1920 französischer Ministerpräsident.
Er trat 1899 als Fürsprecher eines Wiederaufnahmeverfahrens zur Rehabilitierung von Alfred Dreyfus hervor. 1919, nach dem Ersten Weltkrieg, war er einer der „Großen Vier“ bei der Pariser Friedenskonferenz 1919, wo er eine harte Politik gegenüber Deutschland forderte.

## Leben
Georges Clemenceau studierte zunächst Medizin in Nantes und Paris. In Paris wurde er politisch aktiv und gründete mit politischen Freunden seine erste Zeitung Le Travail. Später folgten die Zeitungen La Justice, L’Aurore, Le Bloc und L’Homme libre. Er gab sich entschieden antiklerikal und opponierte als entschiedener Anhänger der Republik gegen das Zweite Kaiserreich, weshalb er mehrfach für kurze Zeit verhaftet wurde.

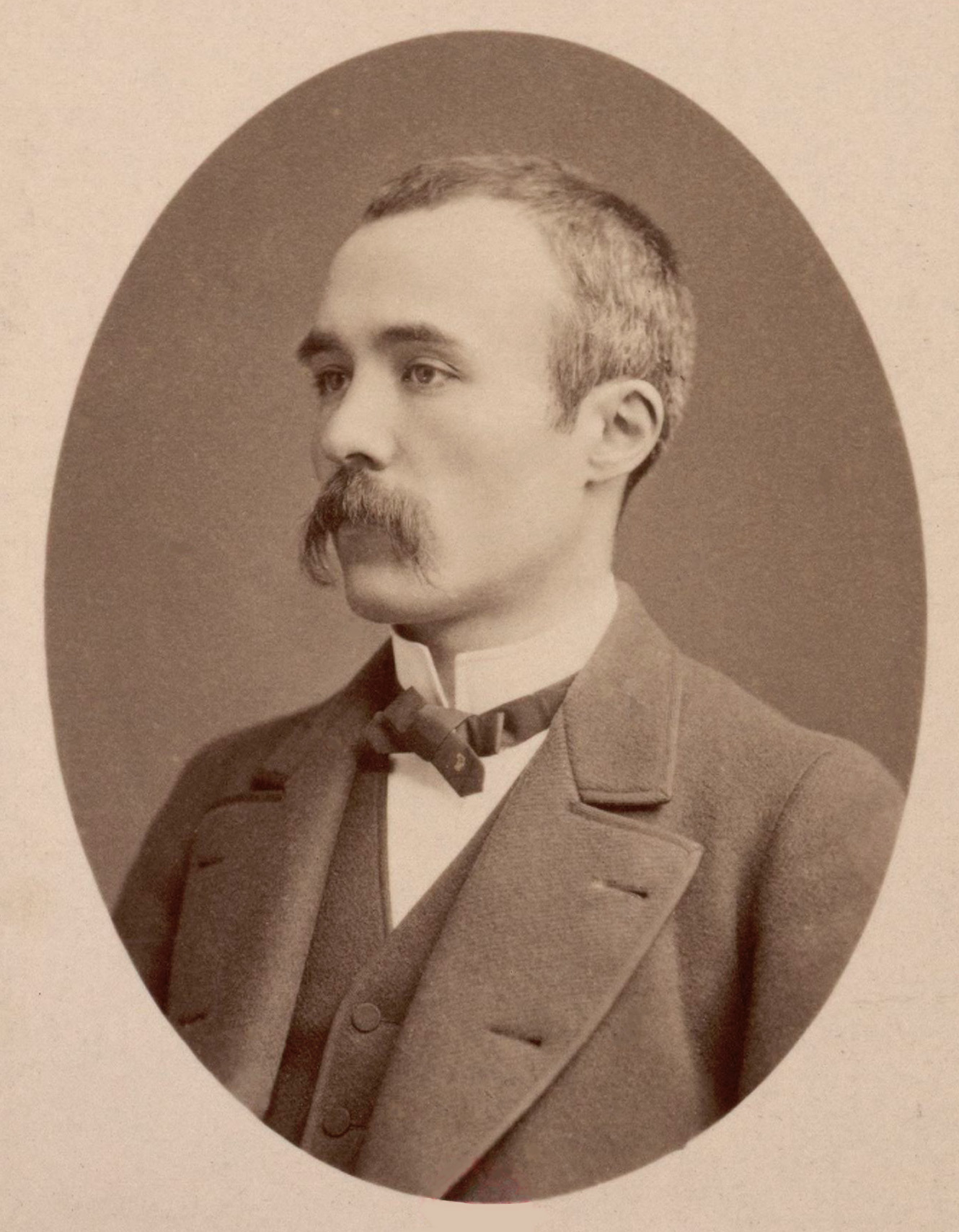
Der junge Georges Clemenceau, Aufnahme Nadar

Von 1865 bis 1869 arbeitete er als Journalist und Lehrer an einer Mädchenschule in Stamford, Connecticut, wo er seine frühere Schülerin Mary Plummer 1869 heiratete und mit ihr drei Kinder bekam. Die Ehe wurde nach sieben Jahren geschieden.
1870 kehrte er nach Frankreich zurück und wurde im selben Jahr Bürgermeister von Montmartre. 1871 verlor er sein Amt durch den Aufstand der Pariser Kommune, nach deren Niederschlagung gelang seine Wahl in die Abgeordnetenkammer als Abgeordneter der Radikalsozialisten. Als radikaler Nationalist stimmte er 1871 gegen den Frieden mit Deutschland. Seit dessen Abschluss und der darin verabredeten Abtretung Elsass-Lothringens bemühte er sich, den Gedanken einer Revanche an Deutschland wach zu halten. Deswegen sprach er sich entschieden gegen die Kolonialpolitik von Ministerpräsident Jules Ferry aus, die seines Erachtens vom politischen Ziel der „blauen Bergkämme der Vogesen“ ablenken würde. Deswegen und als Antiklerikaler erwarb er sich in seiner Partei einen Ruf und wurde zum profiliertesten Vertreter der politischen Linken in der Dritten Republik. 1876 wurde er Vorsitzender der Radikalsozialisten. 1885 stürzte er das Kabinett Ferry II und erhielt den Beinamen „le tigre“ (der Tiger). Im Zusammenhang mit dem Panamaskandal wurde er 1893 nicht wieder in die Kammer gewählt. Während der Dreyfus-Affäre setzte er sich als Eigentümer und Herausgeber der Zeitschrift L’Aurore gemeinsam mit Jean Jaurès und Émile Zola für den verurteilten Offizier ein. Zolas berühmtes J’accuse erschien 1898 in L’Aurore. In dieser Krise, die die Republik tief erschütterte, wurde Clemenceau zu einem der bedeutendsten Politiker Frankreichs.
1902 wurde Clemenceau in den Senat gewählt, 1906 wurde er Innenminister im Kabinett seines Parteifreundes Ferdinand Sarrien. In dieser Funktion setzte er 1906 (nach dem Grubenunglück von Courrières mit 1100 Toten) das Militär gegen streikende Bergarbeiter im Département Pas-de-Calais ein, was ihn der Sozialistischen Partei entfremdete, mit der er definitiv in seiner Antwort an Jean Jaurès im Parlament brach. Von Oktober 1906 bis Juli 1909 war Clemenceau Premierminister. In dieser Zeit setzte er die abschließende Regelung der Trennung von Kirche und Staat durch. Clemenceau setzte die Militärpolitik seines Vorgängers Émile Combes fort: Um die Armee, die seit der Dreyfus-Affäre als Hort der antirepublikanischen Reaktion galt, unter Kontrolle zu nehmen, wurde die zivile Aufsicht des Staates über das Militär verschärft und die Macht des Kriegsministers über die militärischen Befehlshaber vergrößert. Trotz seines Antikolonialismus strebte er nach steigendem Einfluss Frankreichs im zunächst noch unabhängigen Marokko, was 1905/06 die Erste Marokkokrise mit dem Deutschen Reich heraufbeschwor. Innenpolitisch war die Einführung der Einkommensteuer die wichtigste Entscheidung in Clemenceaus erster Amtszeit. 1909 stürzte er über einen Marineskandal. In den Folgejahren und während des Ersten Weltkrieges war Clemenceau erneut vor allem als Zeitungsherausgeber aktiv. Das Angebot seines innenpolitischen Rivalen, Staatspräsident Raymond Poincaré vom liberalkonservativen Parti républicain démocratique (PRD), ihn zum Botschafter in London zu machen, lehnte er 1913 ab – Poincaré hatte es nur unterbreitet, um die Reihe seiner antiklerikalen Gegner zu schwächen, deren Angriffe er nach seiner kirchlichen Heirat fürchtete. 1913 stimmte er als einer von 36 Senatoren gegen die Verlängerung der Wehrpflicht von zwei auf drei Jahre, unter anderem weil dies die Kriegsgefahr mit Deutschland vergrößern würde; die anderen 244 Senatoren stimmten dafür.

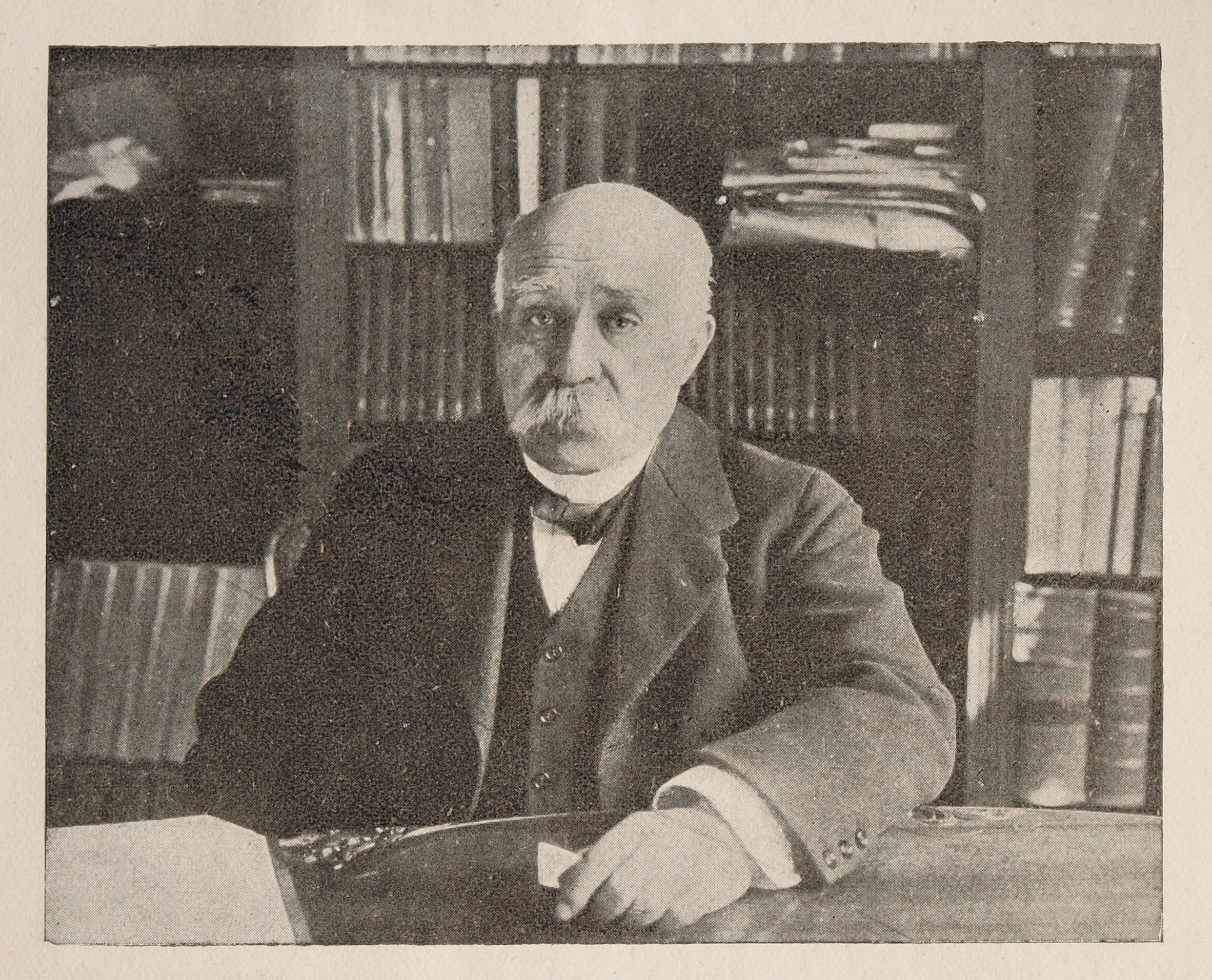
Georges Clemenceau an seinem Arbeitstisch (ungefähr 1918)

Das Amt des Ministerpräsidenten übernahm der 76-jährige Clemenceau am 16. November 1917 erneut. Angesichts von Meutereien im Heer und Streiks unter den Arbeitern sollte er einen Weg aus der Krise finden und einen Verhandlungsfrieden mit Deutschland verhüten, als dessen Protagonist sein Parteifreund Joseph Caillaux galt. Clemenceau, zu dieser Zeit auch als Kriegsminister verantwortlich, regierte mit harter Hand: Eine Opposition gab es seit Bildung der Union sacrée schon nicht mehr. Nun wurde die Herrschaft auf die Person Clemenceaus konzentriert, das Parlament weitgehend ausgeschaltet oder durch Rücktrittsdrohungen und Vertrauensfragen diszipliniert, scharfe Zensurmaßnahmen unterdrückten jeglichen Defätismus. Verschiedentlich ist daher von einer „dictature Clemenceau“ die Rede, was der Historiker Henning Köhler angesichts der breiten Mehrheit, über die die Regierung in beiden Kammern des Parlaments verfügte, für irreführend hält.
Durch die Veröffentlichung der Sixtus-Briefe – die der französischen Regierung durch den Prinzen Sixtus von Bourbon-Parma, Bruder der österreichischen Kaiserin Zita, mit einem geheimen Kompromissangebot von Kaiser Karl I. zugeleitet worden waren – trieb er im April 1918 einen Keil zwischen die Mittelmächte Deutschland und Österreich-Ungarn.
Bei den Verhandlungen um einen Waffenstillstand, um den Deutschland am 6. November 1918 den amerikanischen Präsidenten Woodrow Wilson gebeten hatte, konnte Clemenceau Frankreichs Recht auf Reparationen durchsetzen. Dabei dachte er zunächst nicht an eine vollständige Wiedergutmachung aller von Deutschland verursachten Kriegsschäden, sondern nur an die Renten für Kriegsversehrte. Dass die französischen Truppen bis zum Rhein vorrückten, wie es insbesondere Marschall Ferdinand Foch gefordert hatte, wurde dagegen kein Teil der Waffenstillstandsbedingungen. Gleichwohl erreichte Clemenceau mit ihrer Unterzeichnung am 11. November 1918 den Höhepunkt seiner Popularität und wurde landesweit als „Père la Victoire“ („Vater Sieg“) gefeiert.

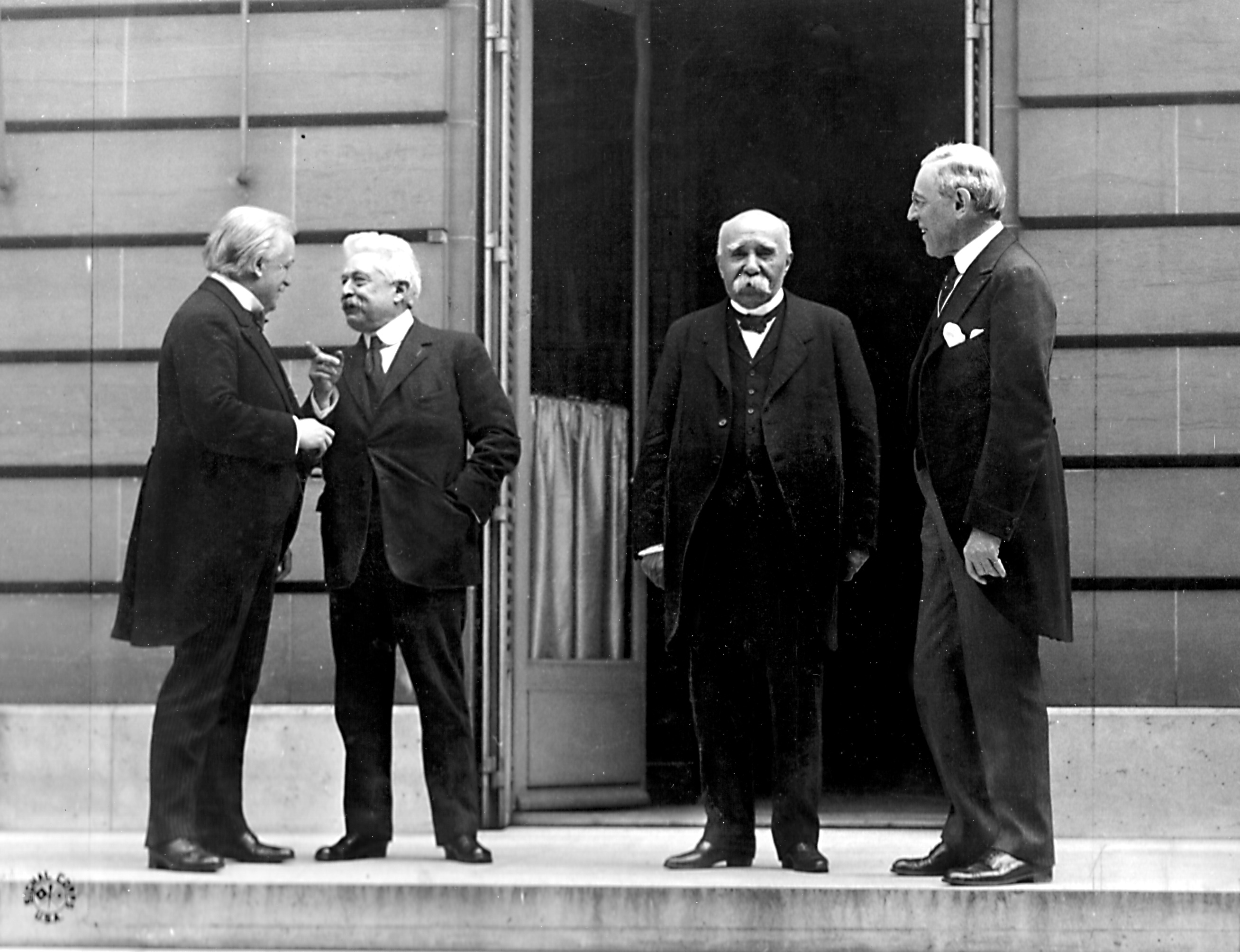
Clemenceau (2. von rechts) bei den Verhandlungen in Versailles mit David Lloyd George, Vittorio Emanuele Orlando und Woodrow Wilson (von links).

Am 19. Februar 1919 wurde Clemenceau vom Anarchisten Émile Cottin von drei Kugeln angeschossen. Der erfolgreiche französische Chirurg Gosset, ein Freund von Ferdinand Sauerbruch, entfernte ihm die am rechten Rand der Hauptschlagader steckengebliebene Revolverkugel. Clemenceau erholte sich schnell, spottete über die schlechte Treffsicherheit und begnadigte den zum Tode Verurteilten zu einer Gefängnisstrafe.
Bei der Pariser Friedenskonferenz 1919 in Versailles trat Clemenceau als entschiedener Gegner Deutschlands auf. Er wollte Frankreichs Interessen durch eine größtmögliche Schwächung Deutschlands schützen. Er forderte die Abtretung von Elsass-Lothringen, des Saargebiets und des Rheinlands und verlangte außerdem umfangreiche Reparationen: „L’Allemagne paiera“, „Deutschland wird bezahlen“, davon war die französische Öffentlichkeit im Frühjahr 1919 überzeugt, zumal deutsche Reparationen versprachen, die sozialen Spannungen, die nach Ende des Weltkriegs auch in Frankreich aufgebrochen waren, abzumildern. Weil die Vereinigten Staaten auf der Rückzahlung der Interalliierten Kriegsschulden bestanden, die sie während des Krieges ihren europäischen Verbündeten geliehen hatten und mit Blick auf die Stimmung der öffentlichen Meinung in Frankreich, wo im November 1919 Wahlen anstanden, beharrte Clemenceau darauf, ein Minimum und ein Maximum der jährlichen Zahlungen festzulegen, die Deutschland würde leisten müssen; die Gesamtsumme könne dann ja später von Experten festgelegt werden. Der britische Premierminister David Lloyd George wehrte sich entschieden gegen eine zu große Schwächung Deutschlands, da er eine Hegemonie Frankreichs befürchtete, die das Gleichgewicht der Kräfte auf dem europäischen Kontinent stören würde. Zudem befürchtete er, allzu harte Friedensbedingungen würden Deutschland an die Seite der Bolschewiki bringen, was angesichts des kommunistischen Umsturzversuchs in Ungarn durchaus möglich schien. Mit einer Ausweitung der deutschen Zahlungsverpflichtungen war er aber einverstanden. Präsident Wilson war sowohl gegen Clemenceaus Pläne einer unbegrenzten deutschen Reparationsverpflichtung als auch gegen eine Abtrennung des Rheinlands: Er wollte „die Welt sicher für die Demokratie machen“, und die sah er mit dem Sturz der Monarchie auch in Deutschland erreicht. Clemenceau dagegen glaubte nicht, dass die Deutschen ihren Nationalcharakter geändert hatten: Für ihn blieben sie alle „boches“. Dennoch gab er den sicherheitspolitischen Forderungen der Angelsachsen schließlich nach, weil die ihm versprachen, Garantieverträge mit Frankreich abzuschließen: Wenn Deutschland in Zukunft erneut Frankreich angreifen sollte, befände es sich automatisch im Kriegszustand auch mit Großbritannien und den USA. Unter dieser Bedingung unterzeichnete Clemenceau am 28. Juni 1919 schließlich den Versailler Vertrag. Weil der Kongress der Vereinigten Staaten es am 19. März 1920 ablehnte, den Friedensvertrag zu ratifizieren, kamen diese Garantieverträge nicht zustande. Damit war Clemenceaus Sicherheitspolitik gescheitert.
Bei den Wahlen zur Abgeordnetenkammer im November 1919 erlitt die Linke erhebliche Verluste, Clemenceaus Radikalsozialisten verloren über hundert Mandate und kamen nur noch auf 86 von 601 Abgeordneten. Ein Bloc national zeichnete sich ab. Im Dezember 1919 hob die neugewählte Kammer die Sonderrechte der Regierung auf, was als Vorzeichen der letzten Niederlage Clemenceaus angesehen wird: Im Januar 1920 scheiterte er mit seiner Kandidatur als Nachfolger Poincarés für das Amt des Staatspräsidenten. Nicht zuletzt weil der Linksrepublikaner Aristide Briand Stimmung gegen ihn gemacht hatte, unterlag er Paul Deschanel von der Alliance démocratique. Daraufhin zog sich Clemenceau verbittert aus der Politik zurück.

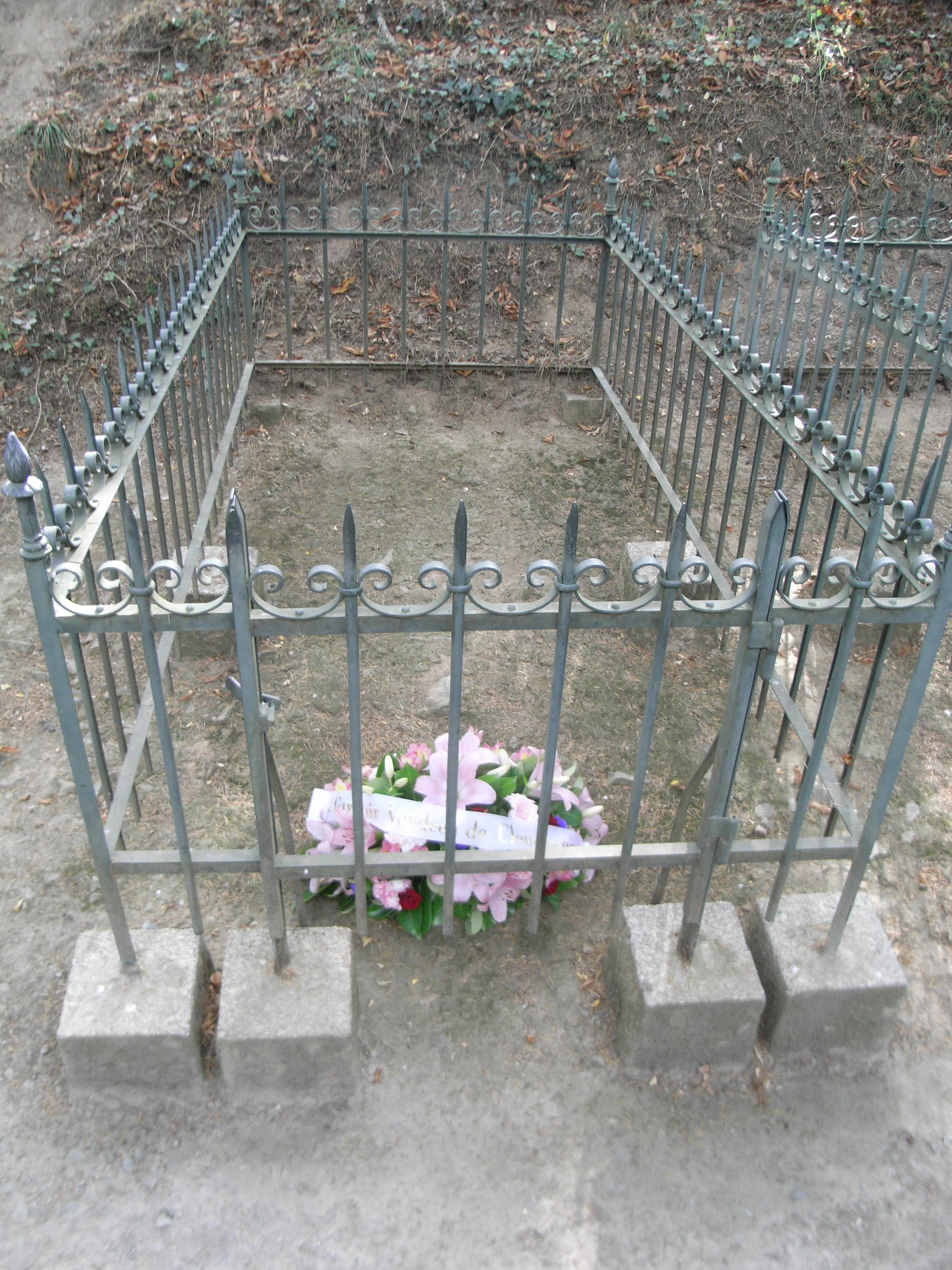
Clemenceaus Grab in Mouchamps

Clemenceau ging zunächst auf Reisen und wandte sich dann dem Schreiben zu. Nach Biographien über Demosthenes und Claude Monet, mit dem er befreundet war, arbeitete er an einer Rechtfertigungsschrift Grandeurs et misères d’une victoire („Größe und Tragik eines Sieges“), worin er die Politik seiner zweiten Amtszeit als Ministerpräsident verteidigte und angesichts der ausgebliebenen Garantien und der seines Erachtens allzu kompromissbereiten Deutschlandpolitik Briands vor den Gefahren einer deutschen Aufrüstung warnte.
Clemenceau starb am 24. November 1929, sein Buch erschien posthum. Er wurde in einem einfachen Grab im Dorf Mouchamps beigesetzt, an dessen rechter Seite sich das Grab seines Vaters befindet.

## Ehrungen
Nach Clemenceau wurden benannt:
- die Clemenceau, ein ehemaliger französischer Flugzeugträger
- der Stadtteil Clemenceau in Cottonwood, Arizona
- der Mount Clemenceau (3658 m) in den kanadischen Rocky Mountains, 1919 benannt nach Clemenceau
- die Station Champs-Élysées – Clemenceau der Pariser Métro

Mehrere Straßen und Plätze wurden nach Clemenceau benannt, darunter
- die Place Clemenceau im 8. Arrondissement von Paris
- der Cours Georges Clemenceau in Bordeaux
- die Avenue Clemenceau in Brüssel
- die Clemenceau Avenue in Singapur
- die Rue Clemenceau in Beirut
- die Rue Clemenceau in Montreal

## Werke (Auswahl)
- La mêlée sociale. Charpentier, Paris 1895
- Au fil des jours. Charpentier, Paris 1900
- Démosthène. Plon, Paris 1925
- Au soir de la pensée. Plon, Paris 1927
- Claude Monet, les Nymphéas. Plon, Paris 1928
  - deutsch: Claude Monet. Betrachtungen und Erinnerungen seines Freundes. Urban, Freiburg 1929
- Grandeurs et Misères d’une victoire. Plon, Paris 1930
  - deutsch: Größe und Tragik eines Sieges. Union Deutsche Verlagsgesellschaft, Stuttgart 1930